# Aeroportul Municipal Vicksburg
Aeroportul Municipal Vicksburg (IATA: VKS, ICAO: KVKS, FAA LID: VKS) este un aeroport din Mississippi, Statele Unite ale Americii. Aeroportul a fost tranzitat în 2019 de 4 pasageri.
Situat la o altitudine de 32,67456 m, aeroportul dispune de 1 pistă.

## Infrastructură

### Piste
Aeroportul dispune de o singură pistă. Pista 01/19 are suprafața de asfalt și dimensiunile 5.001 picioare × 100 picioare. 